# تولیو لوستوسا سیکساس پینیرو
تولیو لوستوسا سیکساس پینیرو (به پرتغالی: Túlio Lustosa Seixas Pinheiro) هافبک اهل برزیل است که در شهر برازیلیا و در تاریخ ۲۵ آوریل ۱۹۷۶ به دنیا آمده‌است.
تولیو لوستوسا سیکساس پینیرو در تیم‌های فوتبال Goiás سابقهٔ حضور دارد.